# Tangara argyrofenges
Tangara argyrofenges là một loài chim trong họ Thraupidae.